# Monterey Jazz Festival
O Festival de Jazz de Monterey (em inglês: Monterey Jazz Festival, MJF) é um festival de jazz realizado em Monterey, Califórnia, nos Estados Unidos. Estreou em 3 de outubro de 1968, fundado por Jimmy Lions (apresentador de rádios de jazz de São Francisco) e seu colega, o jornalista Ralph J. Gleason. Desde 1992 o gerente-geral é Tim Jackson, e há quinze anos o célebre ator e cineasta Clint Eastwood é um dos diretores do evento.
O festival é realizado anualmente em Monterey Fairgrounds, Monterey, Califórnia, na terceira semana de setembro. Mais de 500 artistas se apresentam em nove palcos espalhados pelos campos, e além da música o MJF traz debates sobre jazz, workshops, exibições, clínicas, comidas típicas internacionais, compras e atividades espalhadas em torno dos 20 acres de Monterey Fairgrounds.